# Chiisme en Ouzbékistan
Le Chiisme en Ouzbékistan est une petite secte minoritaire, composée presque entièrement d'ethnies iraniennes. Il n'y a que trois mosquées chiites enregistrées dans le pays, deux à Samarcande et une à Boukhara; ces deux villes ont des résidents d'origine iranienne.

## Histoire pré-soviétique
L'historien Jed Snyder note qu'avant les invasions russes à la fin des années 1800, les escarmouches n'étaient pas rares entre les factions chiites et sunnites à Samarcande. Les chiites ont été largement assimilés par les sunnites dans la période qui a suivi l'occupation russe.

## Divers groupe chiites en Ouzbékistan
Alors que les chiites ouzbeks ne sont pas assez nombreux pour composer une communauté en Ouzbékistan (à cause du manque d'institutions susceptibles de les fédérer), on peut rattacher quelques groupes au chiisme : « Ironis, Persiyons, Azérits et Ismaéliens ».

## Discrimination actuelle
Bien que le gouvernement ait permis à ces mosquées chiites de fonctionner, certains chiites ouzbeks craignent que le gouvernement empêche l'enregistrement de nouvelles mosquées chiites et que l'organisme religieux national officiel, l'Administration spirituelle des musulmans en Ouzbékistan, n'ait pas de représentation chiite. De plus, depuis l'ère soviétique, il n'y a pas eu de médersa chiites dans le pays, et aucune nouvelle médersa n'a été enregistrée depuis l'indépendance. Ceux qui cherchent à devenir responsable religieux ne peuvent obtenir une éducation chiite qu'en allant en Iran, mais les diplômes chiites reçus en Iran ne sont pas reconnus par le gouvernement ouzbek. Cela a pour conséquence une pénurie de dirigeants chiites officiellement reconnus.